# Тимофеев, Николай Васильевич
Николай Васильевич Тимофеев (30 ноября 1869, Стояньево — 1 апреля 1942, Ленинград) — российский и советский историк, архивист, палеограф, библиограф

.

## Биография
Родился 30 ноября 1869 года в селе Стояньево, Коломенский уезд, Московская губерния. Выходец из простой и многодетной крестьянской семьи бывших крепостных, уже в 12 лет был вынужден отправиться на заработки по наказу родителей. Четыре года спустя прибыл в Санкт-Петербург, где устроился на работу на склад изданий Общества любителей древней письменности. Это место стало «его школой», по собственному выражению будущего учёного, ибо с детства обладая тягой к самообразованию, он стал получать его здесь, первоначально под руководством педагога Е. М. Гаршина. В дальнейшем он продолжал учиться уже у А. И. Лященко. Одиннадцать лет спустя, в 1896 году сумел пройти экзамен за четыре класса уездных училищ, а ещё три года спустя сдал официальные экзамены в Испытательном комитете при Шестой гимназии, получив на руки диплом. Тогда же изучил несколько иностранных языков.
34 года он заведовал архивом, приведя его в «блестящий порядок», и занимался коллекционированием и делопроизводством, собирая рукописи и готовя их к печати. В 1903—1910 годах вместе с другими учёными Общества подготовил к печати и выпустил собрание сочинений поэта и прозаика И. Ф. Горбунова. В дальнейшем был заведующим личного архива председателя общества и по его наказу описывал и готовил собрание рукописей князя П. П. Вяземского, первого главы общества. Также Тимофеев занимался историей XVII—XVIII веков, подготовив к изданию 100 из 400 публикаций и материалов, напечатанных в 14 сборниках. В качестве библиографа занимался описанием книг, изданных в церковной печати Российской империи XVII—XX веков, продолжив труд Ивана Каратаева, остановившийся на середине 1600-х. По собственному признанию, именно это считал наиболее целесообразным, так как занимался такой работой большую часть своей жизни. Как иконограф продолжил и привёл в порядок собрание переводов с икон Георгия Филимонова. Подбирал иллюстрации к изданному труду «Гусли» Андрея Фаминцына.
В 1918 году, когда в следствии Революции Общество прекратило свою деятельность, Тимофеев перебрался в Москву, где в два года в период Гражданской войны работал в Московском областном управлении архивным делом, а также был библиотекарем и хранителем рукописей в селе Михайловском, исполняя обязанности секретаря совхоза. Когда библиотеку ликвидировали, вернулся в Стояньево, где выполнял обязанности секретаря местного райсовета. В 1923 году вернулся в Ленинград, где до конца жизни описывал и собирал рукописи, связки и архивные материалы. В 1930 году был избран членом Археографической комиссии, а после создания на её базе в следующем году Историко-археографического института был принят на работу сотрудником второго разряда, собирая и описывая фонд Иверского монастыря (Валдай) и занимаясь составлением таблиц и сборников по Разинскому восстанию и другим событиям истории России, в том числе народов Кавказа.
Многие снимки, рукописи и документы Тимофеева хранятся в архивах Санкт-Петербургского института истории РАН.
Умер 1 апреля 1942 года в ходе блокады Ленинграда от дистрофии. Заложенная учёным научная школа продолжилась несколькими его учениками, в первую очередь Зоей Савельевой, его дочерью.

## Список работ
- Иконы семейные графа С. Д. и графини Е. П. Шереметьевых. — СПб., 1899. — 50 с.
- Описание рукописей кн. Павла Петровича Вяземского. — СПб., 1902. — 572 с.
- Сочинения И. Ф. Горбунова в трёх томах (СПб., 1903—1910, один из составителей).
- Издания графа С. Д. Шереметьева (СПб., 1909—1913, составитель).
- Материалы по истории крестьянских движений // Труды Историко-археографического института. — Л.: Издательство АН СССР. — Т. 10, вып. 1: Разгром Разивщины. — С. 290—294.
- Колониальная политика Московского государства в Якутии XVII в. Сб. архивных документов (Л., 1936, один из составителей).
- Крестьянские выходы конца XVI в. // Исторический архив. — М.—Л., 1939. — Т. 2. — С. 61—91.